# Пак Чимин
Пак Чимин (кор. 박지민?, 朴智旻?; род. 13 октября 1995, Пусан), более известный как Чимин — южнокорейский певец, танцор и автор песен. Является вокалистом бой-бэнда BTS, сформированного в 2013 году лейблом Big Hit Entertainment. Согласно данным Корейской ассоциации звукозаписывающих компаний (KOMCA), Чимин является автором 21 композиций в дискографии группы.

## Ранняя жизнь и образование
Пак Чимин родился 13 октября 1995 года в районе Кымджонгу города Пусан, Республика Корея. Является первым ребёнком в семье, у него есть младший брат. Обучался в Пусане в младшей школе Ходонга, позже учился в средней школе Ёнсана. Во время обучения в средней школе он начал посещать танцевальную академию, где изучал поппинг и локинг. Перед тем, как стать стажёром, Чимин приступил к изучению контемпорари в старшей школе искусств Пусана и стал лучшим учеником в области современных танцев. После рекомендации учителя пойти на прослушивание, Пак стал частью Big Hit Entertainment. Пройдя кастинг в 2012 году, Чимин перевёлся в Корейскую школу искусств, окончив её двумя годами позже.
Чимин окончил глобальный гибер-университет в августе 2020 года по специальности «Телерадиовещание и развлечения». По состоянию на 2021 год он поступил в Кибер-университет Ханьян, где получил степень магистра делового администрирования в области рекламы и СМИ.

## Карьера

### 2013—настоящее время: Дебют в BTS и начинания в карьере

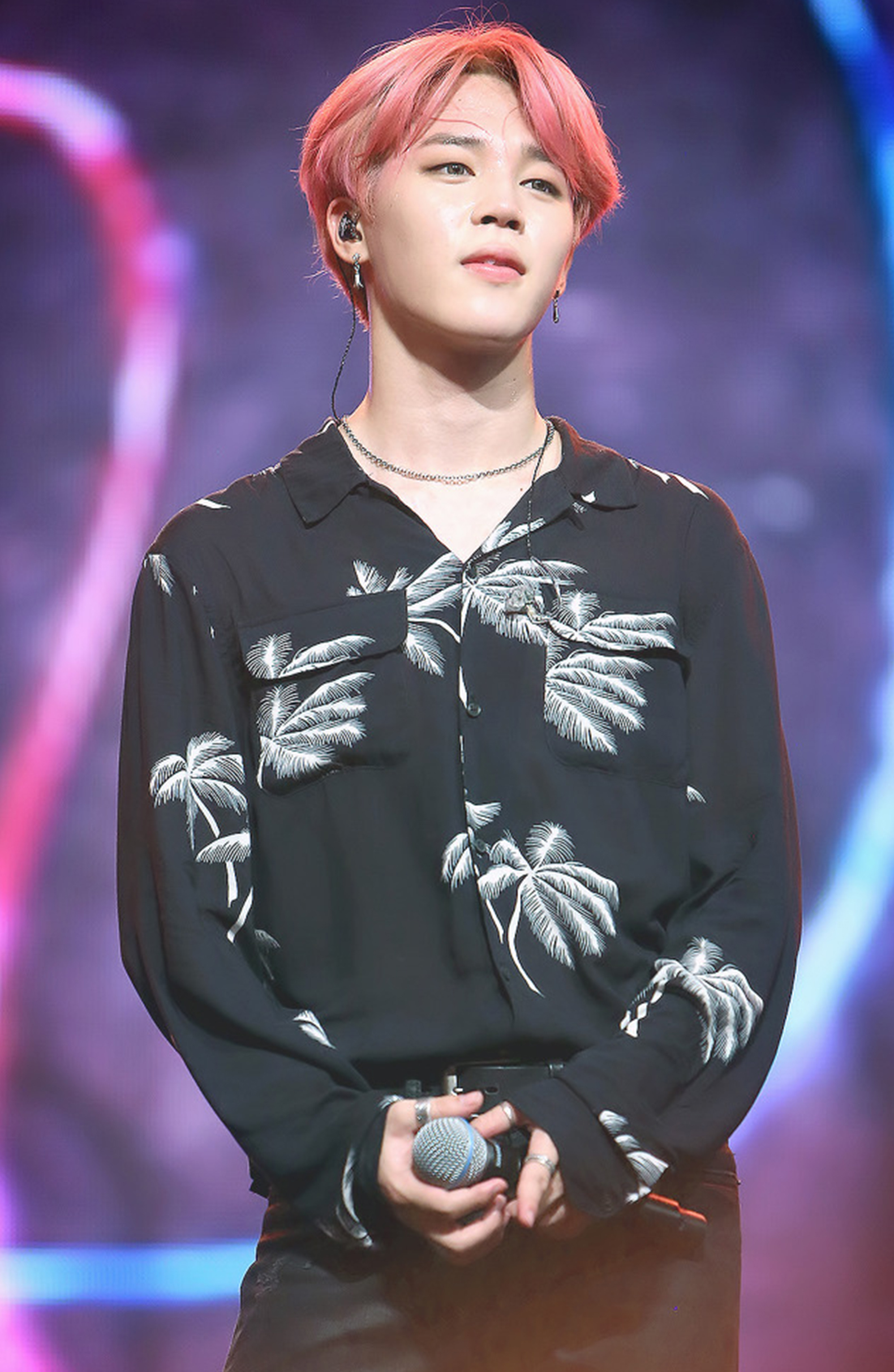
Чимин на Music Bank в Сингапуре, август 2017

13 июня 2013 года Чимин дебютировал как ведущий вокалист и главный танцор в бой-бэнде BTS с синглом «No More Dream». В группе он выпустил две сольные композиции — «Lie» и «Serendipity». «Lie» была выпущена в октябре 2016 года и вошла во второй студийный альбом Wings. Композиция была описана как «завораживающая и драматичная, проявляющая тёмные эмоции, которые помогают отразить концепцию всего альбома». «Serendipity» для Love Yourself 承 'Her' стала контрастом к предыдущей сольной песне Чимина — она была более мягкой и чувственной.
«Lie» и «Serendipity» набрали свыше 50 миллионов прослушиваний на Spotify, что сделало песни первыми корейскими композициями за последние 5 лет, достигшими такого показателя. Они также стали единственными сольными композициями среди участников BTS, достигшими топ-20 самых скачиваемых песен в Великобритании. Чимин получил признание за своё исполнение и находился в трендах Парижа во время гастрольного тура 2018 года. В октябре того же года вместе с остальными участниками получил Орден «За заслуги в культуре» пятого класса от Президента Республики Корея.

### 2014—настоящее время: Сольная деятельность
В 2014 году Чимин записал корейскую версию «Mistletoe» Джастина Бибера вместе с одногруппником Джонгуком; корейский текст был написан Чимином лично. 3 июня 2017 года был выпущен кавер на хит-сингл «We Don’t Talk Anymore» Чарли Пута и Селены Гомес, снова записанный при участии Джонгука.
С 2016 года Пак начал участвовать в различных телевизионных шоу, таких как «Ток-шоу Привет», «Пожалуйста, позаботьтесь о моём холодильнике» и «Рабочее место бога». С того же года Чимин неоднократно становился МС на музыкальных программах, таких как Music Core и M!Countdown. В декабре он принял участие в танцевальной коллаборации с Тхэмином из SHINee в рамках KBS Song Festival.
С января по май 2018 года Чимин выигрывал ежемесячную награду «Лучший индивидуальный к-поп-артист» по версии Peeper x Billboard; проводилось специальное голосование через приложение Peeper и корейского Billboard, с помощью которого и определялся победитель. Призом было пожертвование в ЮНИСЕФ от его имени.
31 декабря выпустил свою первую сольную песню вне деятельности BTS — «Promise» для свободного прослушивания на SoundCloud. Композиция, описанная Billboard как «мягкая поп-баллада», была создана Чимином и Slow Rabbit; последний стал продюсером трека. «Promise» написана Чимином и АрЭмом, обложка была создана Ви. За первые сутки прослушивания трека составили более 8,5 миллионов, что стало лучшим результатом на SoundCloud за всё время.
Дебютный сольный альбом Face был выпущен 24 марта 2023 года. 17 марта ему предшествовал ведущий сингл «Set Me Free Pt. 2», который достиг 30-го места в американском чарте Billboard Hot 100. Второй сингл «Like Crazy», вышел вместе с альбомом 24 марта 2023 года. 19 июля 2024 года выпущен его второй сольный студийный альбом Muse с заглавным синглом «Who». Песня достигла 76-го места в Billboard Hot 100 и 81-го в российском чарте TopHit.

## Благотворительность
С 2016 по 2018 годы Чимин поддерживал свою начальную школу, покрывая расходы на приобретение школьной формы. После известия о закрытии учреждения он купил зимние и летние формы для последних выпускников и подарил альбомы с автографами каждому обучающемуся.

## Артистизм

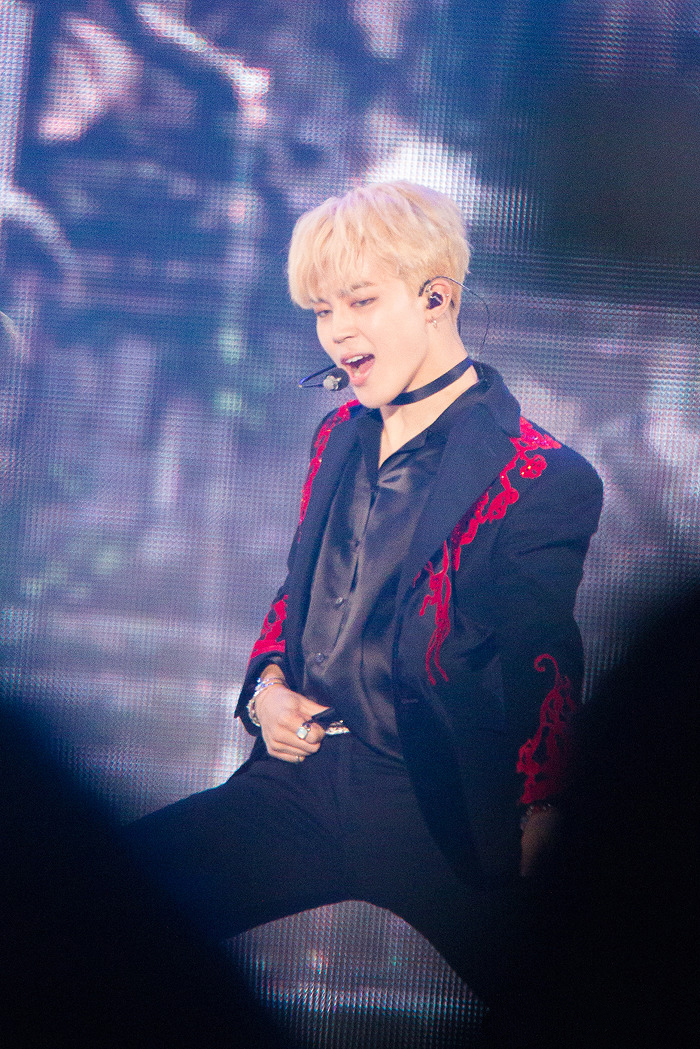
Чимин исполняет песню «Blood Sweat & Tears (BTS song)» на церемонии вручения наград Melon Music Awards, 2016 год

Вокал Чимина был описан как «нежный и приятный». Он также рассматривался как исключительный танцор не только среди участников BTS, но и в к-попе в целом. Ноэль Дэвое, редактор американской новостной платформы Elite Daily подчеркнул, что чаще всего Пака ценят за его «плавные и элегантные движения», а также за его ауру на сцене. В документальном фильме Чимин рассказал, что считает себя перфекционистом, и что даже малейшие ошибки во время выступлений заставляют его чувствовать вину и испытывать стресс.
В качестве причины стать и певцом, и танцором Чимин определяет популярного южнокорейского певца Рейна.

## Вклад и влияние
В 2016 году Чимин стал четырнадцатым самым предпочитаемым айдолом у публики по версии корейского института Гэллапа. В 2017 году он вошёл в топ-10, а в 2018 занял первое место.
В 2018 году Чимин стал девятой самой обсуждаемой знаменитостью и восьмым самым обсуждаемым музыкантом в мире. Он также стал семнадцатым самым лучшим участником группы в истории по мнению британской газеты The Guardian. В том же году к-поп фанат из Англии, названный Оли Лондоном, потратил около 100 тысяч долларов на пластические операции, чтобы быть похожим на Пака. Его трансформация была показана в шоу «Подмеченные взглядом».

## Дискография

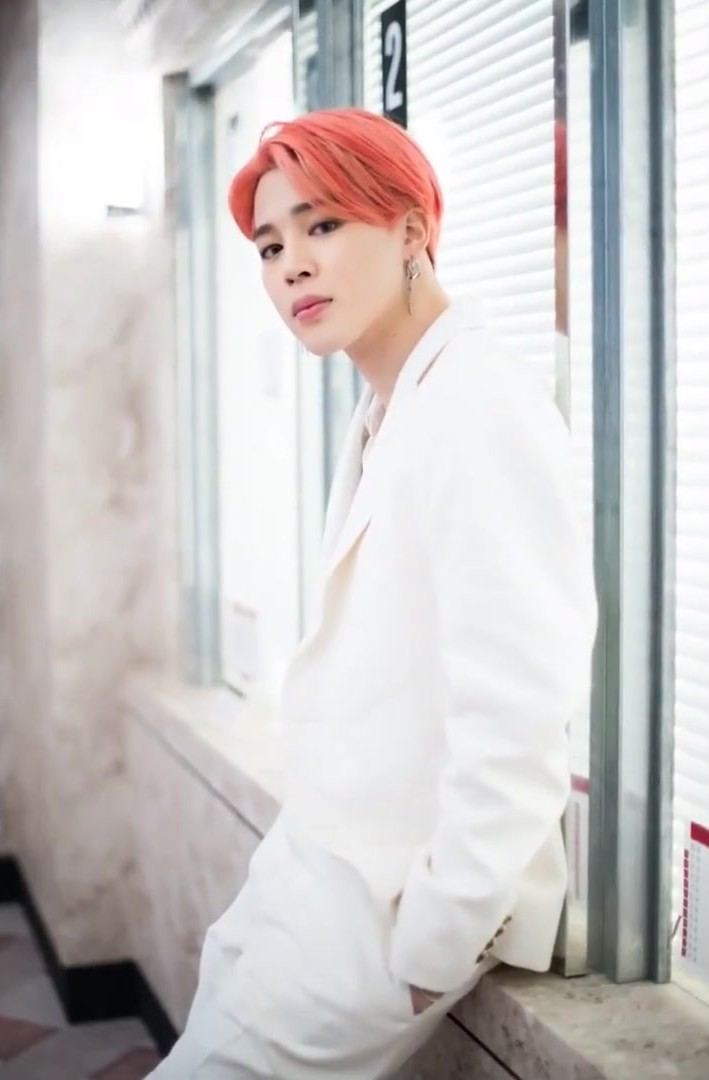
Чимин на съёмках музыкального клипа «Boy with Luv», март 2019

### Песни, попавшие в чарты
| Название | Год                | Пиковая позиция в чартах | Пиковая позиция в чартах | Пиковая позиция в чартах | Пиковая позиция в чартах | Пиковая позиция в чартах | Пиковая позиция в чартах | Пиковая позиция в чартах | Пиковая позиция в чартах | Пиковая позиция в чартах | Пиковая позиция в чартах | Продажи                | Альбом                 |
| Название | Год                | KOR                      | KOR                      | SCT                      | HUN                      | NZ Heat                  | RUS                      | US                       | US World                 | FRA                      | WW                       | Продажи                | Альбом                 |
| Название | Год                | Gaon                     | Hot 100                  | SCT                      | HUN                      | NZ Heat                  | RUS                      | US                       | US World                 | FRA                      | WW                       | Продажи                | Альбом                 |
| Как главный артист | Как главный артист | Как главный артист       | Как главный артист       | Как главный артист       | Как главный артист       | Как главный артист       | Как главный артист       | Как главный артист       | Как главный артист       | Как главный артист       | Как главный артист       | Как главный артист     | Как главный артист     |
| --- | ------------------ | ------------------------ | ------------------------ | ------------------------ | ------------------------ | ------------------------ | ------------------------ | ------------------------ | ------------------------ | ------------------------ | ------------------------ | ---------------------- | ---------------------- |
| «Lie» | 2016               | —                        | —                        | —                        | 19                       | н/д                      | *                        | —                        | —                        | —                        | —                        | KOR: 114,691           | Wings                  |
| «Intro: Serendipity» | 2017               | 93                       | 19                       | 64                       | 18                       | 7                        | *                        | —                        | 8                        | 78                       | —                        | KOR: 114,128           | Love Yourself 承 'Her' |
| «Set Me Free Pt. 2» | 2023               | 24                       | —                        | —                        | 2                        | —                        | 35                       | —                        | 1                        | —                        | 8                        | WW: 42,000             | Face                   |
| «Like Crazy» | 2023               | 8                        | —                        | —                        | 3                        | —                        | 66                       | 1                        | 1                        | —                        | 2                        | WW: 86,000             | Face                   |
| «Smeraldo Garden Marching Band» (с Рокко) | 2024               | 44                       | —                        | —                        | —                        | —                        | —                        | 88                       | 1                        | —                        | 16                       | US: 11,000             | Muse                   |
| «Who» | 2024               | 33                       | —                        | —                        | —                        | —                        | 19                       | 12                       | —                        | —                        | 1                        | US: 70,000 WW: 193,000 | Muse                   |
| «—» означает, что песня не попала в чарт или не была выпущена в данном регионе. «*» обозначает, что чарта не существовало на момент выпуска. |                    |                          |                          |                          |                          |                          |                          |                          |                          |                          |                          |                        |                        |

### Другие песни
| Год  | Название              | Формат                      | Примечание                                        | Ссылка |
| ---- | --------------------- | --------------------------- | ------------------------------------------------- | ------ |
| 2014 | «95 Graduation»       | Цифровая загрузка, стриминг | Песня в честь выпускной церемонии при участии Ви  | [ 65 ] |
| 2014 | «Christmas Day»       | Цифровая загрузка, стриминг | Корейская версия «Mistletoe» при участии Джонгука | [ 66 ] |
| 2018 | «Promise» (кор. 약속) | Цифровая загрузка, стриминг | н/д                                               | [ 67 ] |

### Участие в написании песен
| Год  | Артист          | Альбом                                    | Песня                       |
| ---- | --------------- | ----------------------------------------- | --------------------------- |
| 2013 | BTS             | 2 Cool 4 Skool                            | «Outro: Circle Room Cypher» |
| 2014 | Чимин и Джонгук | н/д                                       | «Christmas Day»             |
| 2015 | BTS             | The Most Beautiful Moment in Life, Part 1 | «Boyz with Fun»             |
| 2016 | BTS             | Wings                                     | «Lie»                       |
| 2018 | Чимин           | н/д                                       | «Promise»                   |

## Фильмография
| Год  |   | Русское название                      | Оригинальное название     | Роль               |
| ---- | - | ------------------------------------- | ------------------------- | ------------------ |
| 2018 | ф | Зажги сцену: Кино                     | Burn the Stage: The Movie | В роли самого себя |
| 2019 | ф | BTS World Tour: Love Yourself в Сеуле | Love Yourself in Seoul    | В роли самого себя |

### Трейлеры и маленькие фильмы
| Год  | Название             | Продолжительность | Режиссёр(ы)           | Ссылка |
| ---- | -------------------- | ----------------- | --------------------- | ------ |
| 2016 | «Lie #2»             | 2:33              | Чхве Ён Сок (Lumpens) | [ 68 ] |
| 2017 | «Intro: Serendipity» | 2:31              | Чхве Ён Сок (Lumpens) |        |

### Телевизионные программы
| Год  | Программа   | Роль    | Примечание             |
| ---- | ----------- | ------- | ---------------------- |
| 2016 | Music Core  | Ведущий | с Джонгуком            |
| 2016 | M!Countdown | Ведущий | с Чином                |
| 2017 | M!Countdown | Ведущий | с АрЭмом и Джей-Хоупом |